# Túnel de Salang

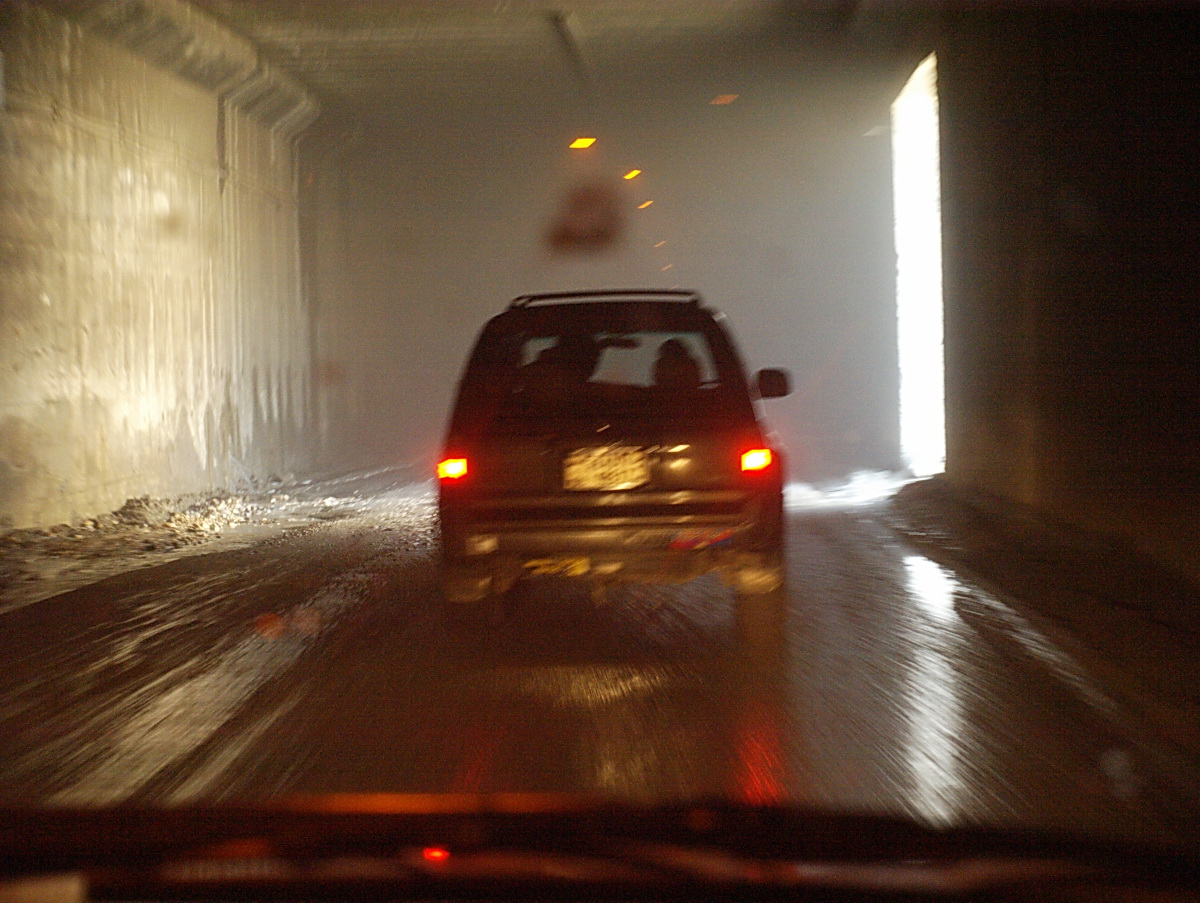
interior

El túnel de Salang (Persa: تونل سالنگ Tūnel-e Sālang) és una obra d'enginyeria de la província de Parwan a l'Afganistan, feta pels soviètics entre 1957 i 1964 i que escurça el trajecte entre Kabul i el nord del país creuant les muntanyes de l'Hindu Kush per la zona del pas de Salang. És l'únic pas que resta obert tot l'any mentre que els passos de muntanya queden tallats per la neu. El túnel estalvia uns 300 km i arriba a una altura de 3400 metres. Té 2,6 km de llarg amb una amplada de 7 metres i una altura també de 7 metres. Fou el túnel de major elevació fins al 1973 quan el Eisenhower Memorial Tunnel fou obert als Estats Units a les muntanyes Rocoses. Cada dia hi passen 16.000 vehicles.
El 3 de novembre de 1982 un accident a causa d'un foc a l'interior va produir la mort a 64 soldats soviètics que estaven al túnel així com a 112 civils afganesos. Els fets es van silenciar i quan es van saber la guerrilla es va atribuir l'acció, que no obstant sembla clar que fou un accident. Després de la sortida dels soviètics (1989) i la caiguda del règim comunista (1992) el manteniment fou abandonat i el sistema de ventilació destruït en els combats entre talibans i l'Aliança del Nord de manera que només podia ser creuat a les fosques i a peu. Fou reobert el 19 de gener del 2002 (després de l'ocupació americana del 2001). Devessalls importants s'han produït el 2004, el 2009 i el 2010 (el túnel va estar tancat del 8 de febrer al 12 de febrer de 2010).